# St. Georg (Löhndorf)

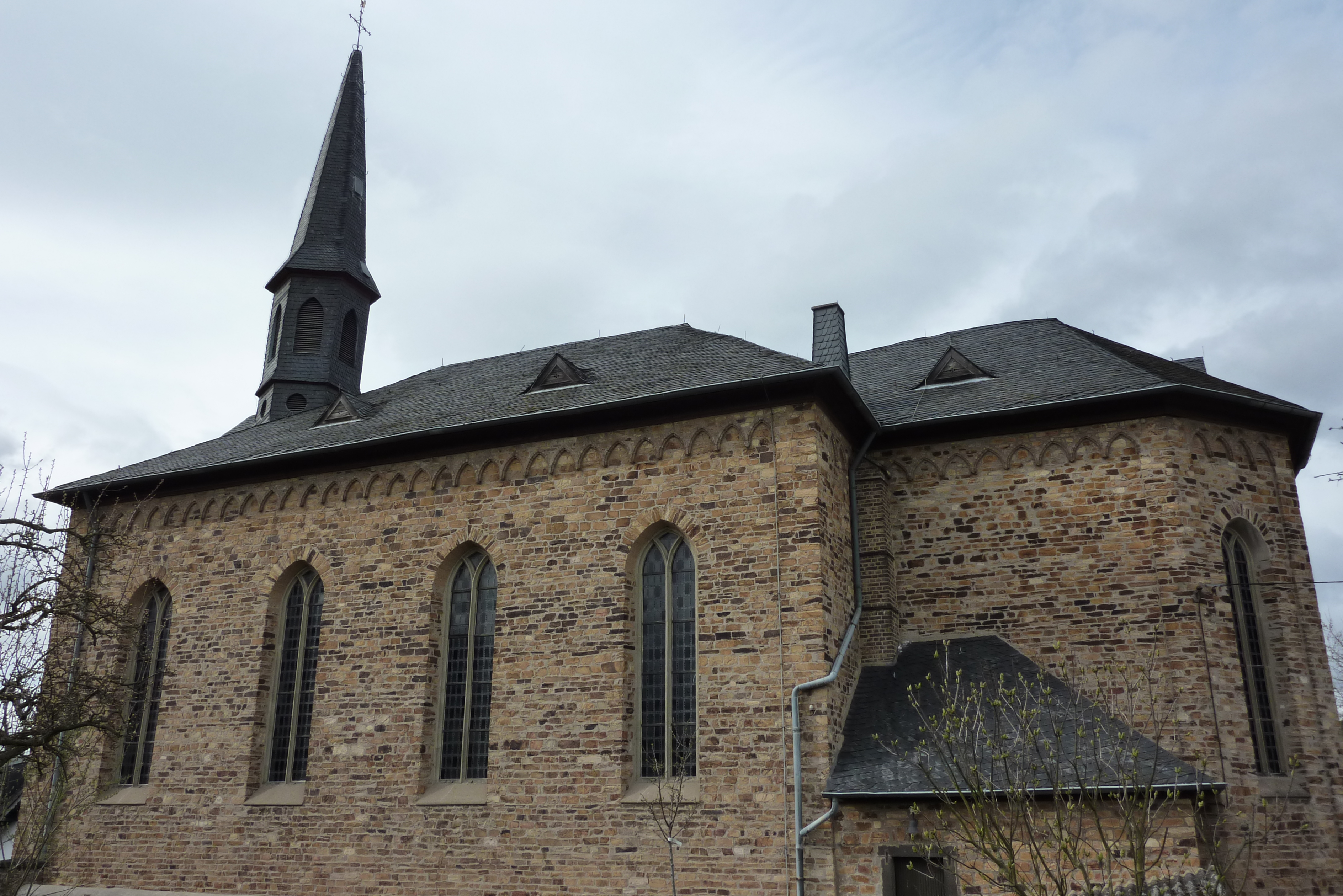
St. Georg in Löhndorf, Nordseite

Die katholische Kirche St. Georg in Löhndorf, einem  Stadtteil von Sinzig im Landkreis Ahrweiler (Rheinland-Pfalz), wurde 1829 bis 1833 errichtet.

## Geschichte

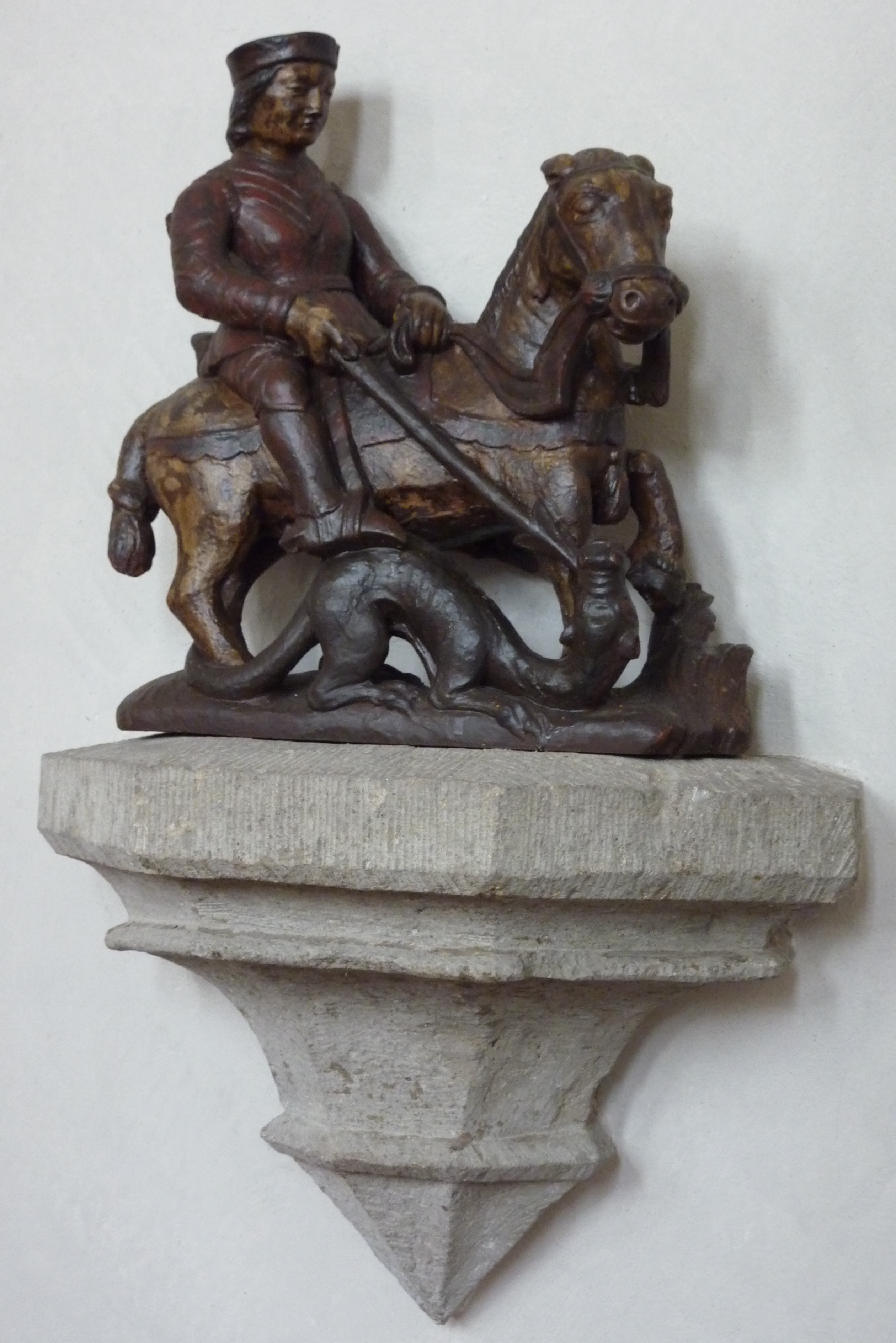
Skulptur von St. Georg mit Drache in der Pfarrkirche in Löhndorf

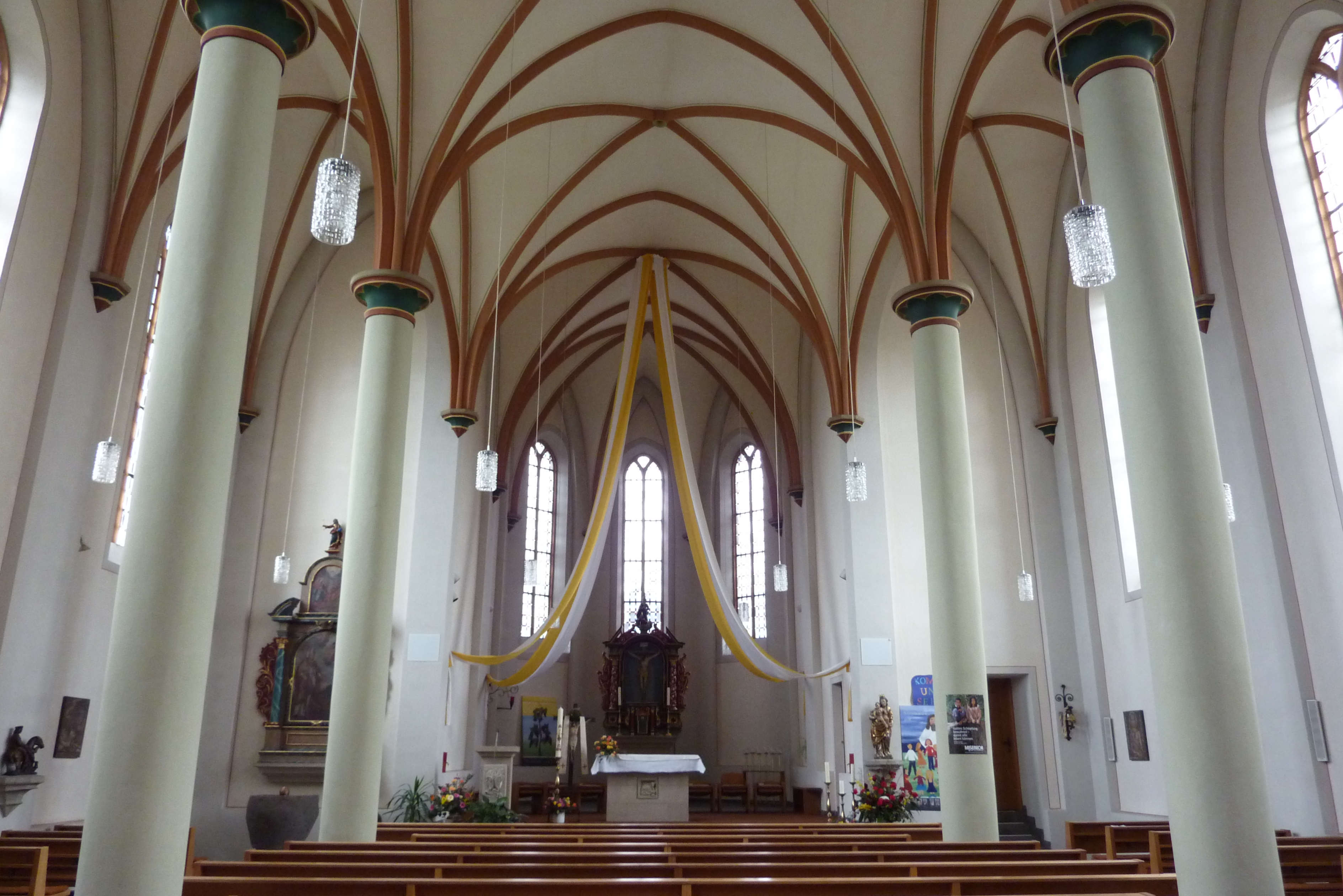
Innenraum von St. Georg

Die Pfarrkirche in Löhndorf, dem hl. Georg geweiht, wurde nach den Plänen des Koblenzer Architekten Ferdinand Nebel 1829 bis 1833 erbaut.
Die Pfarrei Löhndorf entstand aus dem Rittersitz Vehn. Der Vorgängerbau der heutigen Kirche, eine 1668 ebenfalls dem hl. Georg geweihte Kapelle, wurde baufällig, weshalb ab 1820 die Gottesdienste im heute nicht mehr existierenden Beinhaus auf dem Friedhof stattfanden.
Die am 10. November 1833 eingeweihte neue Kirche, eine dreischiffige Hallenkirche aus heimischem Bruchschiefer, ist im Innenraum verputzt und die Fassade ist verfugt. Sie weist neogotische und neoromanische Stilelemente auf. Gleichzeitig mit dem Kirchenbau wurde daneben ein Pfarrhaus errichtet. 1871 wurde eine Orgel der Firma Krämer eingebaut. 
Der Friedhof, der sich zunächst um die Kirche befand, wurde 1858 am östlichen Ortsrand neu angelegt.